# Zjednoczony Judaizm Tory
Zjednoczony Judaizm Tory lub Partia Tory (hebr: יהדות התורה המאוחדת, Jahadut ha-Tora ha-Meuchedet) – izraelskie ugrupowanie polityczne będące sojuszem dwóch ortodoksyjnych partii religijnych wchodzących w skład Knesetu: Sztandar Tory (Degel Ha-Tora) i Agudat Israel. Po raz pierwszy porozumienie to powstało w 1992, ale po wejściu do rządu w 2004 (premier Ariel Szaron), rozpadło się ponownie na dwie partie.
Tuż przed wyborami w 2006 oba ugrupowania uzgodniły ponowne połączenie sił, w celu wprowadzenia do Knesetu jak największej liczby deputowanych.
W wyniku przedterminowych wyborów parlamentarnych w lutym 2009 ugrupowanie otrzymało 5 miejsc w Knesecie, a po kolejnych wyborach, w 2013, w parlamencie zasiadło 7 deputowanych tej partii.

## Historia

### Powstanie ugrupowania
Partia Tory jest koalicją dwóch ugrupowań:
- Degel ha-Tora (Sztandar Tory) jest partią pod przywództwem rabinów, zazwyczaj wywodzących się z Litwy, będących liderami nie-chasydzkich ortodoksyjnych Żydów aszkenazyjskich.
- Agudat Israel (Związek Izraela) to partia, której kierownictwo i większość członków to izraelscy chasydzi. Czołowi działacze i liderzy tego ugrupowania to członkowie dynastii Ger, Sadiger, Wyżnic i Boston.

Głównymi przywódcami Sztandaru Tory są obecnie rabini Josef Szalom Eljasziw i Aharon Steinman. Obaj mają po ponad 90 lat. Eljasziw mieszka w Jerozolimie, a Steinman w Bene Berak. Decyzje dotyczące bieżącej polityki są także podejmowane przez Radę Mędrców Tory (Mo’ecet Gdolej ha-Tora), złożoną z doświadczonych rabinów, kierujących jesziwami, znającymi biegle Talmud i Halachę (żydowskie prawo religijne), jak również Szulchan Aruch (podstawowy kodeks prawa żydowskiego).
Frakcja Agudat Israel również wywodzi się z członków wyżej wymienionych dynastii chasydzkich. Na kierownictwo tego ugrupowania bardzo duży wpływ ma zawsze także lider dynastii Belz. Pomimo tego, żaden z reprezentantów tej dynastii nie znalazł się wysoko na liście wyborczej Partii Tory przed wyborami w 2006. Skutkiem tego był brak chasydów z Belz pośród deputowanych do Knesetu. Sytuacja taka powtórzyła się drugi raz z rzędu w historii Izraela.
Przed powstaniem Degel Ha-Tora, oba ugrupowania wchodziły w skład zjednoczonej partii Agudat Israel. Jednak wystąpił z niej lider niechasydzkiej grupy, rabin Elazar Szach (1898–2001), który pociągnął za sobą swoich zwolenników. Utworzył on nową partię – Degel Ha-Tora, w skład której weszli ortodoksyjni Żydzi o litewskich korzeniach (nazywani także Mitnagdim). Nazwa nowego ugrupowania, oznaczająca Sztandar Tory została wybrana nieprzypadkowo. Szach wybrał ją, aby zamanifestować swój sprzeciw wobec zeświecczonego, jego zdaniem, państwa Izrael, będącego w jego opinii podmiotem skierowanym przeciwko Torze.
Partia Tory miała również duży wpływ na Żydów sefardyjskich i reprezentujące ich ugrupowanie – Szas. Rabbi Szach miał swój udział w stworzeniu tej partii, polecając swoim zwolennikom głosowanie na nią. W późniejszym czasie Szas zerwał z Szachem i rozwinął niezależną politykę – jego liderem został rabin sefardyjski, Owadia Josef. Pomimo tego obecni przywódcy partii często współdziałają i wzorują się na deputowanych z Partii Tory.

### Rozłam w 2004
W styczniu 2004 pomiędzy poszczególnymi podmiotami wchodzącymi w skład Partii Tory pojawił się spór. Jego przedmiotem było pytanie, czy wchodzić w skład rządu Ariela Szarona. Trwały wówczas negocjacje w tej sprawie z rabinem Eljasziwem. Ustalił on, że pięciu deputowanych będzie czekać trzy miesiące przed przyjęciem posad rządowych. Rabbi Ja’akow Alter z dynastii Ger zażądał jednak, aby członkowie Agudat Israel weszli natychmiast w skład gabinetu. Partnerzy z Degel Ha-Tora oskarżyli ich wówczas o brak szacunku dla osoby Eljasziwa. Pomimo tego Ja’akow Litzman zaakceptował oferowane mu stanowisko szefa parlamentarnej komisji finansów. To spowodowało rozłam w partii – członkowie Degel Ha-Tora opuścili ugrupowanie, kończąc dwunastoletnią ścisłą współpracę.

### Ponowne zjednoczenie
W grudniu 2005 odbyło się spotkanie pomiędzy reprezentantami obu ugrupowań. Jego głównym celem było polepszenie atmosfery w stosunkach pomiędzy oboma organizacjami i przedyskutowanie możliwości nawiązania ponownej współpracy przed wyborami w marcu 2006. Głównym problemem pozostawała kwestia sposobu przyznania poszczególnym partiom miejsc na liście wyborczej. Degel Ha-Tora nalegał, aby obie partie otrzymały równą liczbę miejsc. W przeszłości Agudat Israel otrzymywał nieco więcej miejsc niż jego partner. Ponadto Degel zmienił nieco swoją organizację, upodabniając się do nowoczesnej partii politycznej (stworzono oficjalne biuro ugrupowania, a także odbyła się pierwsza od 15 lat konwencja partyjna).

### Wybory 2006
W pierwszych dniach lutego 2006 Degel Ha-Tora i Agudat Israel zdecydowały się na utworzenie wspólnego ugrupowania, pomimo faktu, że wciąż nierozwiązany pozostawał problem, której z partii przyznać szóste miejsce na liście wyborczej. Zdecydowano w końcu zawarciu o kompromisu – ustalone, że przysługujące miejsce w Knesecie obejmowane będzie na zasadzie rotacji (podobnie było z piątą pozycją w poprzedniej kadencji, kiedy to dzieliły ją pomiędzy siebie dynastie Belz i Wyżnic). Porozumienie to pozwoliło na wystawienie wspólnej listy. Pomimo tego niezadowolona była dynastia Belz, która musiała poświęcić się dla dobra całej partii, rezygnując z części swojej reprezentacji parlamentarnej.
Przedstawiciele Partii Tory mówili wówczas dziennikarzom, że decyzja o tym, czy wejść do przyszłej koalicji rządowej będzie zależała od tego, czy ugrupowanie otrzyma dwie „centralne posady”, które będzie można podzielić pomiędzy Agudat i Degel. Ponadto, w celu uniknięcia niebezpieczeństwa rozłamu jak w 2004, ewentualny brak zgody co do tego, czy wejść do rządu, stać miał się przedmiotem dyskusji rabinów, będących przywódcami partii. Nie miało być natomiast podejmowane na mocy decyzji większości deputowanych do Knesetu z ramienia Partii Tory.
Tuż przed wyborami, w izraelskich środkach masowego przekazu pojawiały się informacje, że kierownictwo Partii Tory zastanawia się nad zawiązaniem koalicji rządowej z ugrupowaniem Kadima pod przywództwem Ehuda Olmerta, typowanym na zwycięzcę. Tak się jednak nie stało – Partia Tory pozostała w opozycji. Po wyborach ugrupowaniu udało się uzyskać 6 deputowanych i tym samym zwiększyć posiadaną liczbę miejsc w Knesecie o jeden mandat. Obecnie przewagę ma Agudat Israel, który obsadził 4 miejsca. Szóste miejsce zajmuje natomiast Ja’akow Kohen z dynastii Ger.

### Wybory w 2009 roku i koalicja zLikudem
W wyniku wyborów na początku 2009 partia otrzymała 5 mandatów parlamentarnych. Misję utworzenia rządu otrzymał lider Likudu, który zaprosił Partię Tory do negocjacji na temat jej wejścia w skład gabinetu. Porozumienie zawarto 1 kwietnia 2009 r. Na jego mocy przedstawiciele Partii Tory zostali wiceministrami w resorcie zdrowia i edukacji.

### Wybory w 2013
Po wyborach w styczniu 2013, Partia Tory wprowadziła do Knesetu 7 deputowanych. Ugrupowanie nie weszło jednak do koalicji rządowej uformowanej przez Binjamina Netanjahu. Stało się tak, ponieważ w składzie rządu znalazła się druga najsilniejsza partia w Knesecie, Jest Przyszłość. Postuluje ona m.in. konieczność wprowadzenia obowiązkowego poboru do wojska dla ultraortodoksyjnej młodzieży. Rozwiązaniu takiemu sprzeciwiają się partie religijne, takie jak Partia Tory i Szas.

### Wybory w 2015
W wyniku wyborów parlamentarnych w Izraelu, przeprowadzonych 17 marca 2015, Zjednoczony Judaizm Tory wprowadził do Knesetu 6 deputowanych.

### Wybory w kwietniu 2019
W wyborach parlamentarnych w kwietniu 2019 roku ugrupowanie zajęło 4 miejsce zdobywając 248 490 głosów (5,77%). Przełożyło się to na 7 mandatów w Knesecie XXI kadencji. Liderem listy był Ja’akow Litzman.

### Wybory we wrześniu 2019
W przyśpieszonych wyborach we wrześniu ugrupowanie zajęło 6. miejsce, zdobywając 268 775 głosów (6,06%) i wprowadzając do dwudziestego drugiego Knesetu 7 posłów.

### Wybory w 2020
W przyśpieszonych wyborach marcu 2020 ugrupowanie zajęło 5. miejsce, zdobywając 274 437 głosów (5,98%) i wprowadzając do dwudziestego trzeciego Knesetu 7 posłów

## Wyniki wyborcze
| Wybory  | Liczba mandatów | Miejsce | Liczba głosów | Procent głosów |
| ------- | --------------- | ------- | ------------- | -------------- |
| 1992    | 4               | 7.      | 86 167        | 3,3%           |
| 1996    | 4               | 8.      | 98 657        | 3,3%           |
| 1999    | 5               | 9.      | 125 741       | 3,7%           |
| 2003    | 5               | 8.      | 135 087       | 4,29%          |
| 2006    | 6               | 8.      | 146 958       | 4,8%           |
| 2009    | 5               | 6.      | 147 954       | 4,39%          |
| 2013    | 7               | 6.      | 195 892       | 5,16%          |
| 2015    | 6               | 9.      | 211 826       | 5,03%          |
| IV 2019 | 7               | 4.      | 248 490       | 5,78%          |
| IX 2019 | 7               | 6.      | 268 775       | 6,06%          |
| 2020    | 7               | 5.      | 274 437       | 5,98%          |

Źródła danych: oficjalna strona Knesetu, strona izraelskiego ministerstwa spraw zagranicznych.